# 櫻部由美子
櫻部 由美子（さくらべ ゆみこ）は、日本の小説家。

## 経歴・人物
大阪府大阪市生まれ。銀行員、印刷会社勤務、医療関連の職業などを経る。2015年、ファンタジック・ミステリー「シンデレラ異聞 小さなガラスの靴」で角川春樹事務所が主催する第7回角川春樹小説賞を受賞する（特別賞は新美健「巨眼を撃て」。選考委員は北方謙三、今野敏、角川春樹）。同年、同作を『シンデレラの告白』と改題し刊行、小説家デビューを果たす。「子どもの頃から本を読むのが好きで、いつか自分も小説を書く人になりたいと、ぼんやりと夢見ていた」「母の介護のために職を辞したときに、子どもの頃からの夢だった小説を書くということに取り組み始めた、と語っている。
2021年、『くら姫　出直し神社たね銭貸し』で第10回日本歴史時代作家協会賞（文庫書き下ろし新人賞）を受賞した。

## 作品リスト
- 『シンデレラの告白』角川春樹事務所、2015年10月。ISBN 978-4-7584-1272-8。第7回角川春樹小説賞受賞。
- 『フェルメールの街』角川春樹事務所、2017年9月。ISBN 978-4-7584-1310-7。
  - 文庫版：『フェルメールの街』角川春樹事務所〈ハルキ文庫〉、2018年9月。ISBN 978-4-7584-4202-2。
- 『ひゃくめ はり医者安眠夢草紙』角川春樹事務所〈ハルキ文庫 時代小説文庫〉、2019年4月。ISBN 978-4-7584-4249-7。
- 『くら姫 出直し神社たね銭貸し』角川春樹事務所〈ハルキ文庫 時代小説文庫〉、2021年4月。ISBN 978-4-7584-4398-2。